# Den stora flygnatten
Den stora flygnatten avser natten mellan den 29 och 30 augusti 1944, då vad som beskrivits som den största av överflygningen av svenskt territorium utförd av en utländsk militärmakt ägde rum.

## Bakgrund
Bakgrunden till överflygningen var att runt 600 Brittiska bombflygplan skickades ut för att genomföra räder i två städer som då tillhörde dåvarande Nazityskland. Målen var staden Königsberg, som numera även går under namnet Kaliningrad och som numera ligger i Ryssland, samt staden Stettin, nuvarande Szczecin i Polen. 
Flera av planen störtade i södra Sverige, varav två sköts ner av det svenska luftvärnet.

## Efterverkningar
Då det var en grov neutralitetskränkning så framförde beskickningen i London protester till den brittiska regeringen som senare  bad om ursäkt för att de flugit över svenskt luftrum.

## Begravningarna

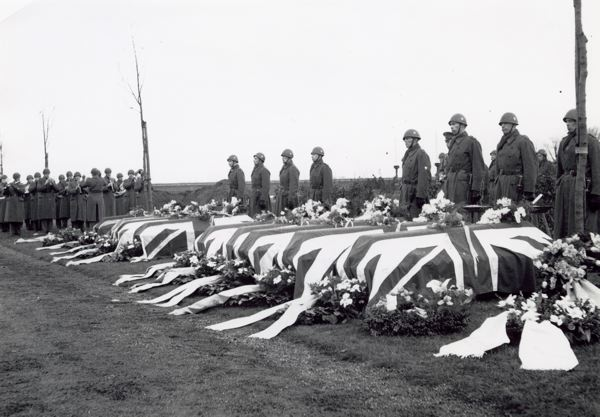
Begravningen av flygarna i Pålsjö

21 av flygarna begravdes i Helsingborg på Pålsjö krigskyrkogård. En flygare begravdes i Malmö på vad som numera är den Gamla Judiska Begravningsplatsen, men som vid tiden hette den mosaiska kyrkogården. En krans las även på vattnet i Skälderviken där ett plan sjönk men där flygarna aldrig hittades.